# Kimiya Yui
 Kimiya Yui  (油井亀 美也 Yui Kimiya?, nacido el 30 de enero de 1970) es un candidato a astronauta japonés de la Agencia Japonesa de Exploración Aeroespacial. Fue seleccionado en 2009.
Yui, es de Nagano prefecture, inscrito en la Fuerza Aérea de Autodefensa de Japón después de graduarse de la Academia Nacional de Defensa de Japón en 1992. Pilotó un F-15 Eagle, y actualmente trabaja en la División de Planificación de Defensa de la Oficina de Estado Mayor del Aire. Él es un Teniente Coronel.
Una vez que se entrena como un astronauta, tendrá la oportunidad de volar a la Estación Espacial Internacional y participar en experimentos científicos en el módulo experimental japonés laboratorio espacial de Japón, así como en el mantenimiento y las operaciones de la estación.
El 16 de abril de 2012, la NASA anunció que Yui serviría como un acuanauta a bordo del laboratorio submarino Aquarius  en el NEEMO 16 la misión de exploración submarina, que comenzará el 11 de junio de 2012.  La tripulación NEEMO 16 "salpicó" a las 11:05 a. m. el 11 de junio. En la mañana del 12 de junio Yui y sus compañeros de tripulación se convirtieron oficialmente en buzos, después de haber pasado más de 24 horas bajo el agua. La tripulación regresó a salvo a la superficie el 22 de junio.